# Baloghoppia
Baloghoppia är ett släkte av kvalster. Baloghoppia ingår i familjen Oppiidae.
Kladogram enligt Catalogue of Life:
| Baloghoppia | \| \| Baloghoppia dentata \| \| \| \| \| \| Baloghoppia inornata \| \| \| \| |
|             | \| \| Baloghoppia dentata \| \| \| \| \| \| Baloghoppia inornata \| \| \| \| |
|             | Baloghoppia dentata                                                          |
|             |                                                                              |
|             | Baloghoppia inornata                                                         |
|             |                                                                              |